# Валерий Чехов
Валери Александрович Чехов е руски шахматист, гросмайстор от 1984 г. През юли 2011 г. има ЕЛО рейтинг 2457. Не се състезава активно от средата на 2005 г. През 1975 г. става световен шампион за юноши до 20 години на първенството в град Тиентище, намиращ се в днешна Босна и Херцеговина. За успеха си получава звание международен майстор. Заема или поделя първо място на турнирите в Лвов (1983), Иркутск (1983), Дрезден (1985) и Берлин (1986).